# Volpago del Montello
Volpago del Montello ist eine italienische Gemeinde (comune) mit 10.016 Einwohnern (Stand 31. Dezember 2024) in der Provinz Treviso in Venetien. Die Gemeinde liegt etwa 15 Kilometer nordwestlich von Treviso und wenige Kilometer südlich des Flusses Piave.

## Partnerschaften
Volpago pflegt Partnerschaften mit Bree in Flandern (Belgien) und mit Salomó in Katalonien (Spanien). Diese beiden Gemeinden sind auch untereinander verschwistert.

## Einzelnachweise

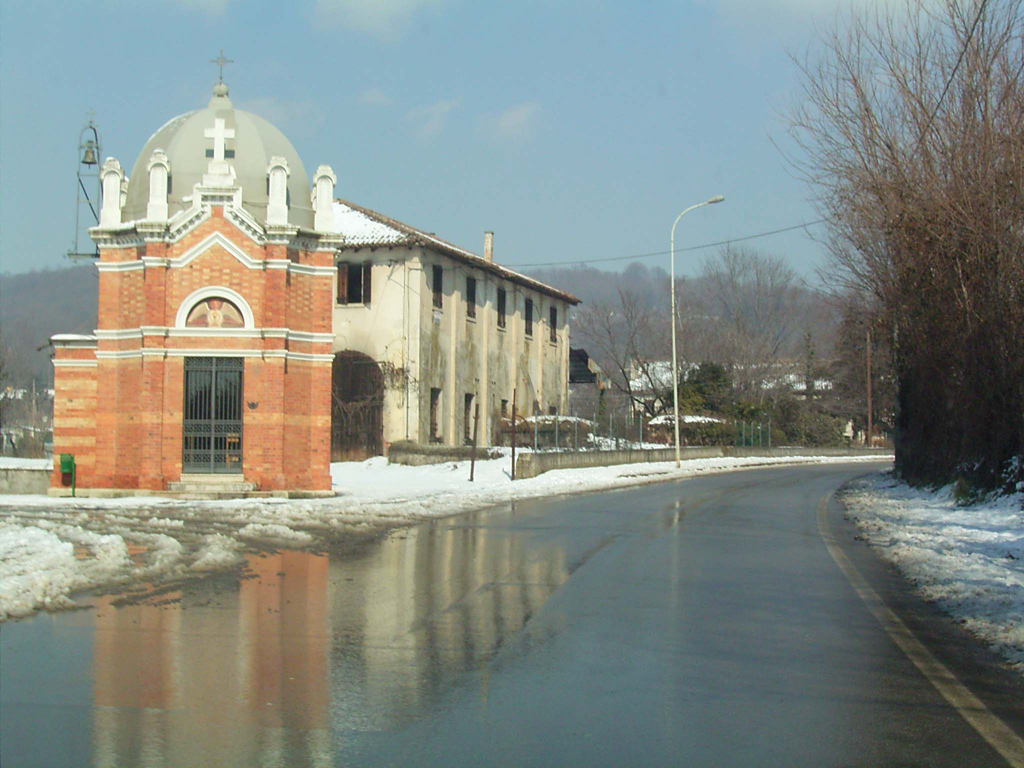
San Carlo in Volpago del Montello